# Réserve nationale historique et culturelle Taras Chevtchenko
Le réserve nationale historique et culturelle Taras Chevtchenko (en ukrainien : Національний заповідник «Батьківщина Тараса Шевченка») est un parc national et musée situé dans l'oblast de Tcherkassy en Ukraine.

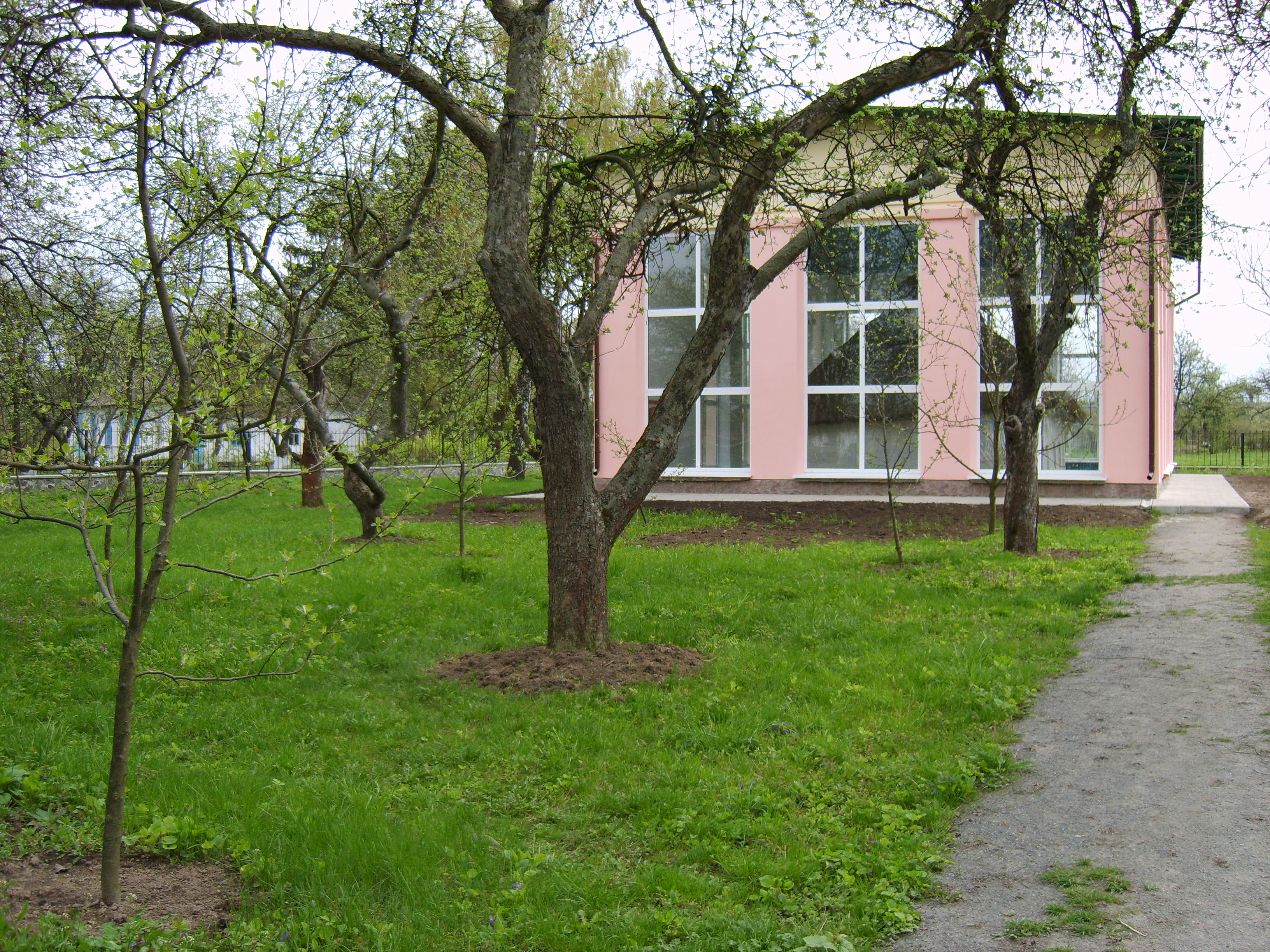
La maison de grâces classée[2],
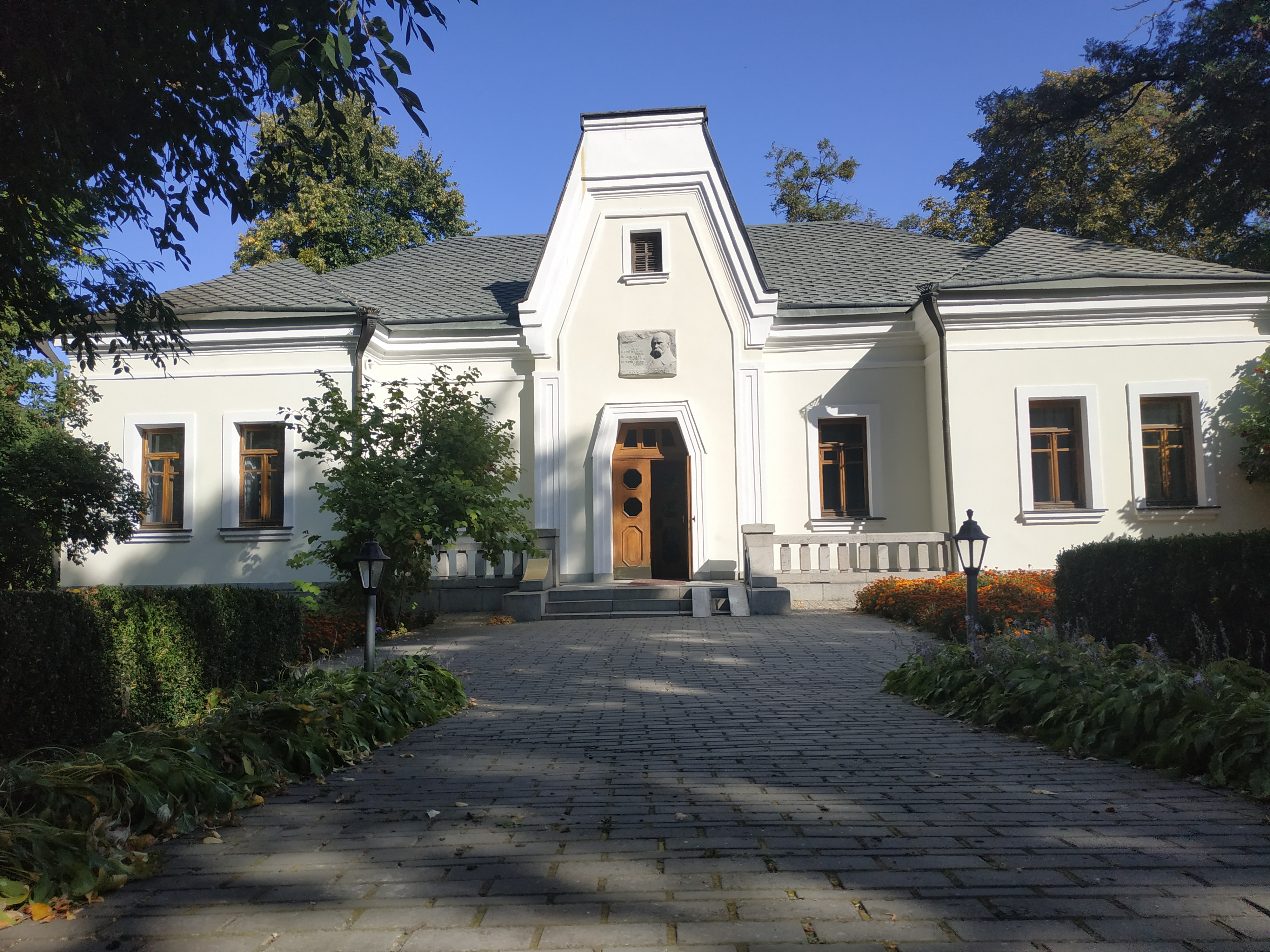
le musée Chevtchenko classé
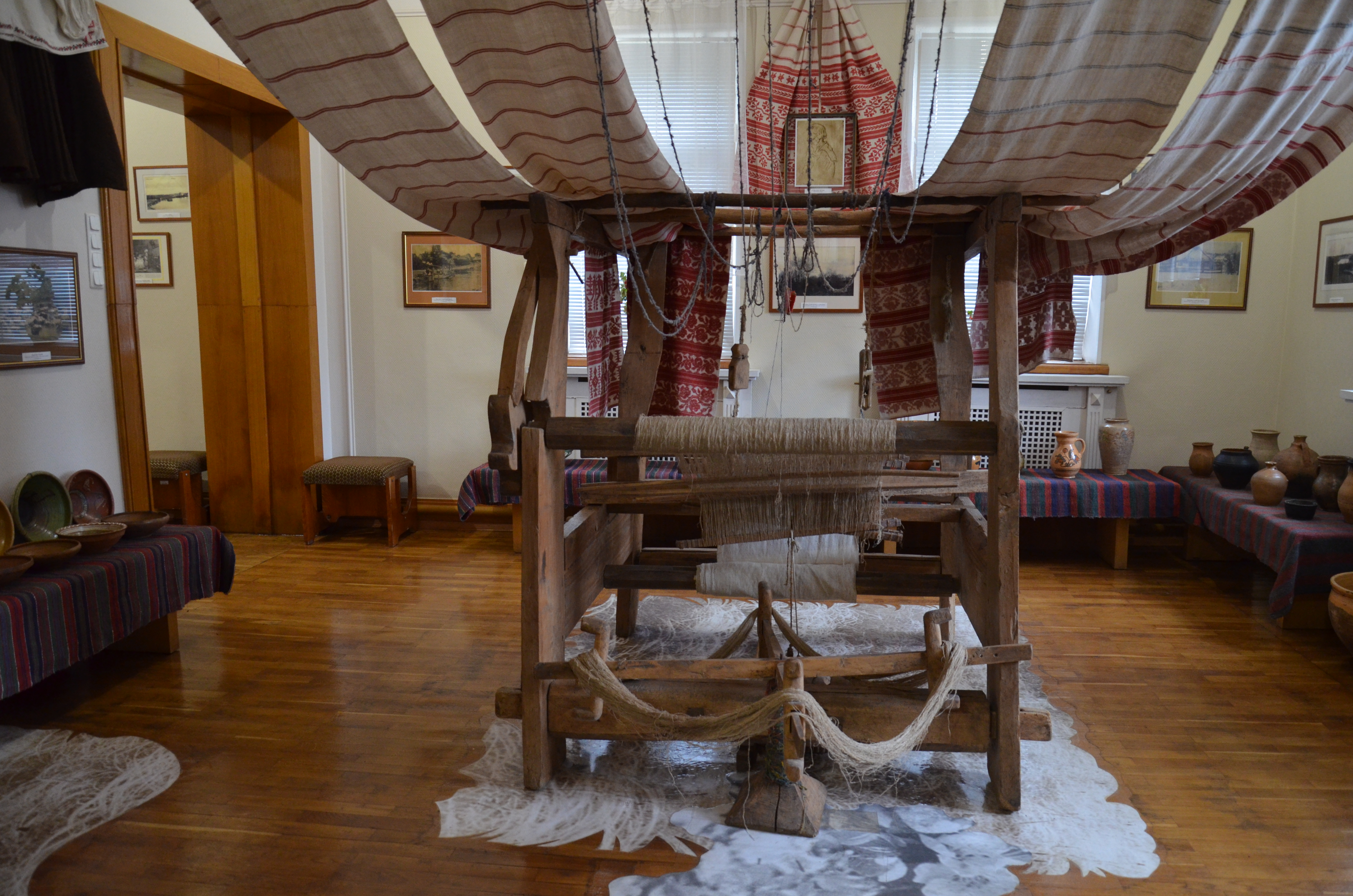
et
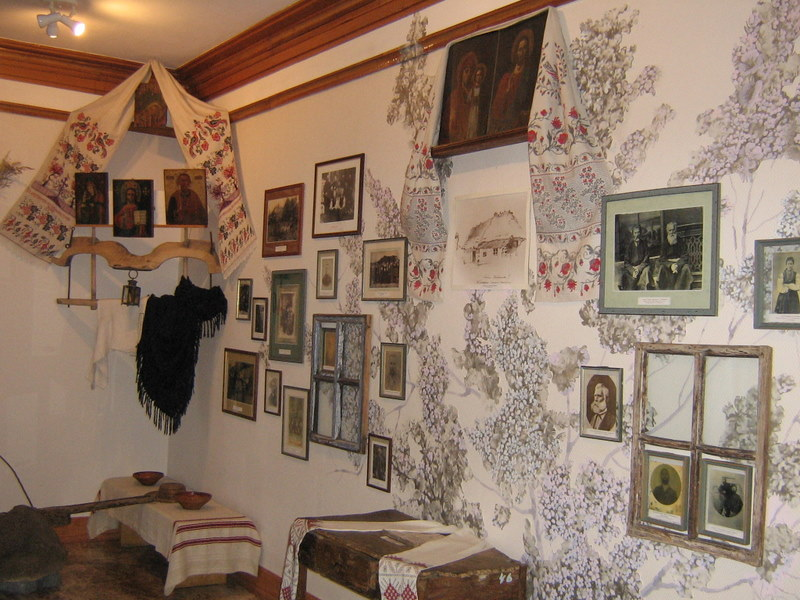
l'intérieur.

Le parc a été créé en 25 mars 1992 et porte le nom du poète Taras Chevtchenko, il se trouve au 33 rue Bondarivska de Chevtchenkove. Il se trouve dans le domaine paternel où il vécut lors de sa jeunesse.